# Chiesa di Santa Maria del Carmine (Ascoli Piceno)
La chiesa di Santa Maria del Carmine è un luogo di culto cattolico, ubicato nel centro storico di Ascoli Piceno, al termine di Corso Mazzini, antico decumano massimo della città romana, nelle immediate vicinanze di piazza Giacomo Matteotti, del ponte Maggiore e del Forte Malatesta.

## Storia
Intitolata a Santa Maria del Carmine, fu fatta edificare assieme all'annesso convento dei Padri Carmelitani, con progetto dell'ascolano Celso Saccoccia, il quale diede inizio dei lavori nel 1651, completando l'intero complesso nel 1663. La consacrazione avvenne l'8 settembre dello stesso anno. Risale quindi al periodo dell'architettura barocca.

## Architettura

### Esterno
La facciata, su disegno dell'architetto Carlo Rainaldi, fu costruita da Giuseppe Giosafatti tra il 1687 e 1690. È composta da due corpi posizionati in maniera verticale e sovrapposti e congiunti da pilastri corinzi. Dello stesso Giosafatti sono il portale e la doppia scalinata d'accesso con balaustra, eseguita nel 1704.

### Interno
L'interno è strutturalmente composto da una sola navata, conserva sei altari ed è ricco di dipinti, di decorazioni in stucco nelle colonne, negli archi e nel cornicione. Le opere d'arte sono di artisti quali Nicola Antonio Monti, Francesco Giovani, Carlo Francesco Angeli e Francesco De Lignis.

## Galleria d'immagini

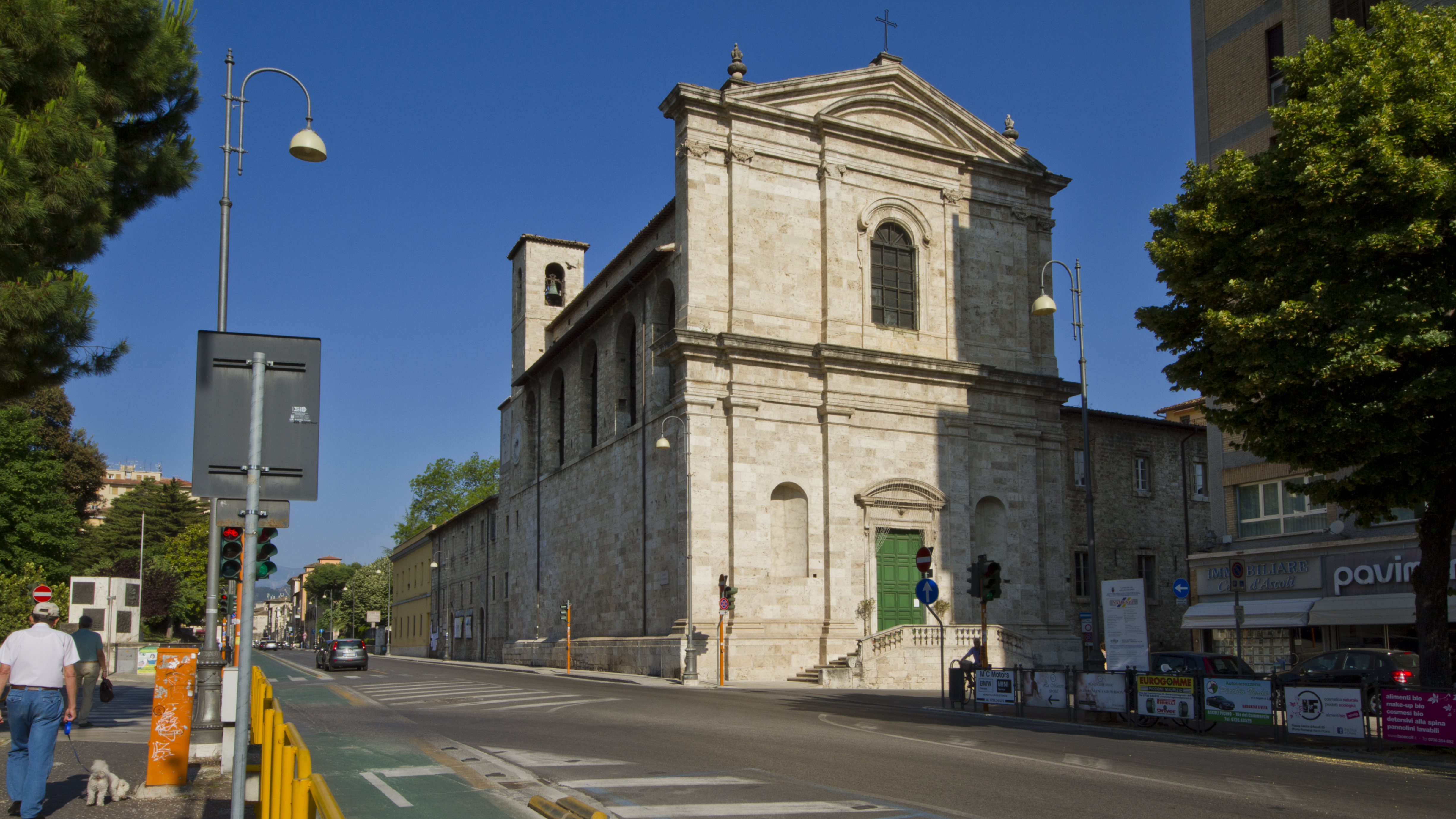
la chiesa da piazza Giacomo Matteotti
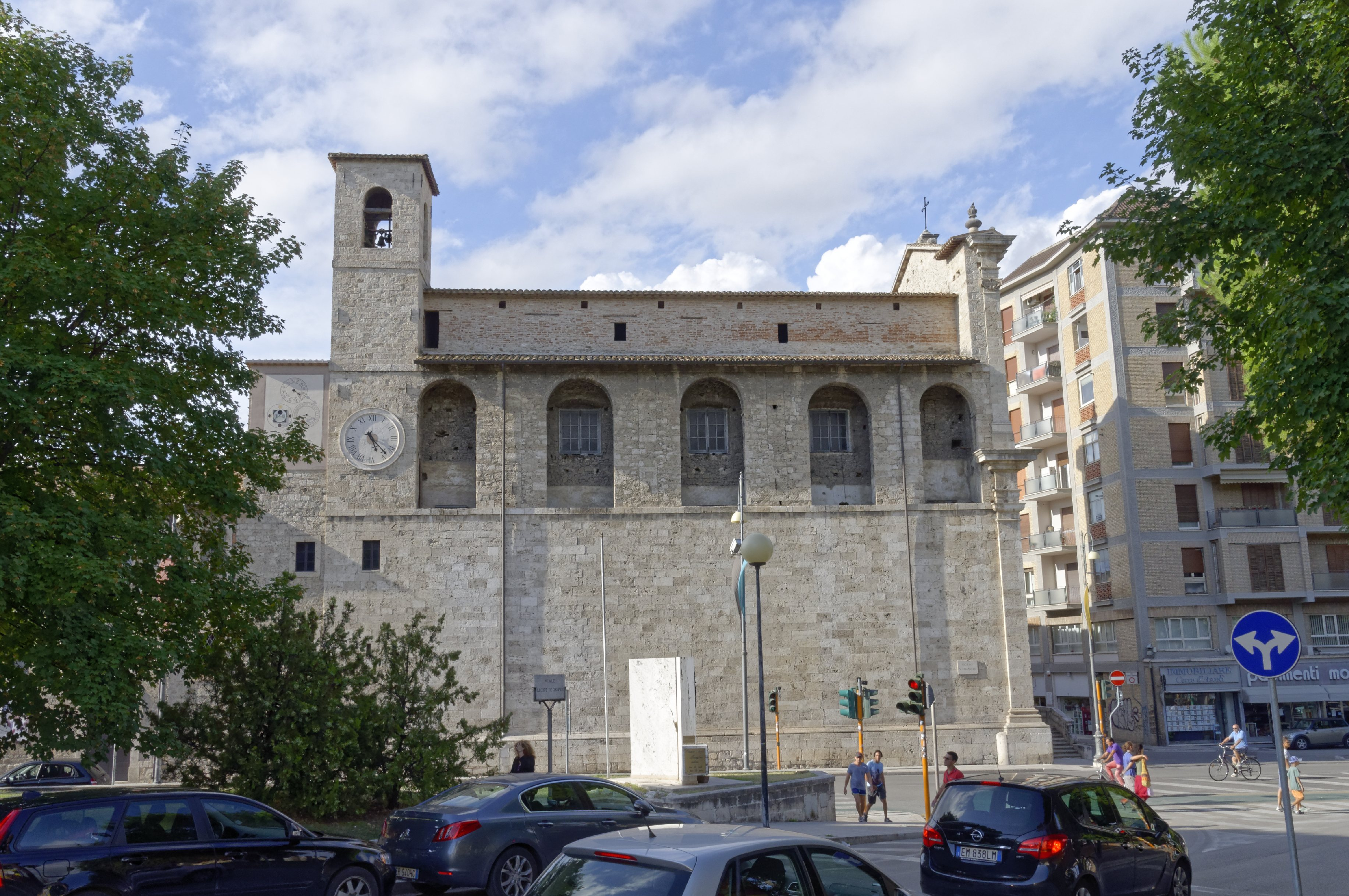
prospetto laterale da sud
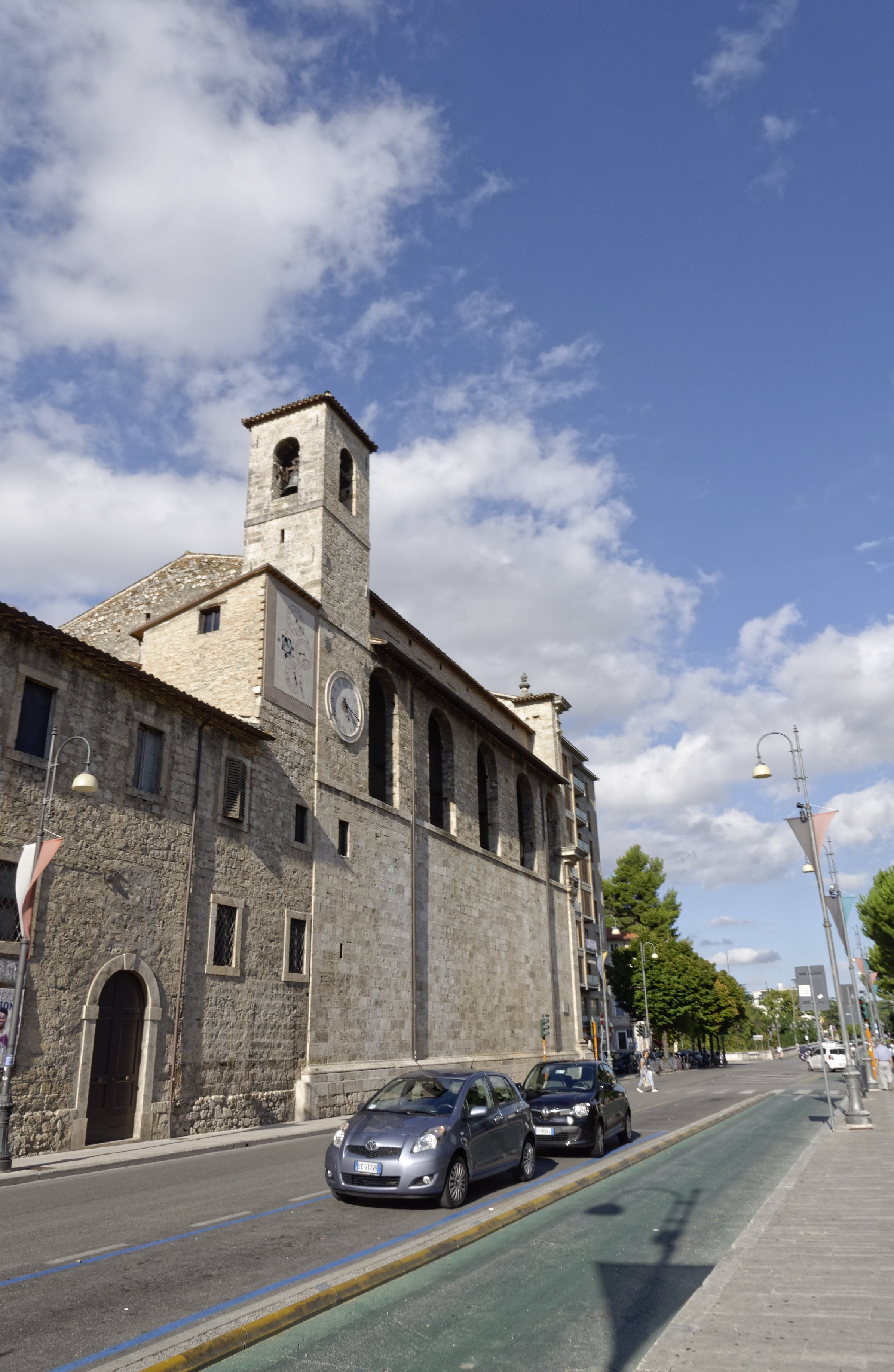
vista da sud-ovest